# JuriCa
En France, la base JuriCa est la base de la Cour de cassation rassemblant l'ensemble des arrêts rendus par les cours d’appel et décisions juridictionnelles prises par les premiers présidents de ces cours ou leurs délégués. La base JuriCa n'est pas anonymisée.

## Histoire
La base JuriCa a été créée en application du décret no 2005-13 du 7 janvier 2005. Elle est désormais prévue par l’article R. 433-3 du code de l’organisation judiciaire,.
En mars 2008, JuriCa est accessible à l’ensemble des magistrats. À son lancement la base contenait 340 000 décisions.
En 2011, la base rassemble 800 000 décisions.
Le lancement de l'open data des cours d'appels juridiciaires le 15 avril 2022 marque la fin de la commercialisation de cette base.

## Contenu
JuriCa permet des recherches par termes ou par les données administratives des décisions. La base permet aussi de comparer le traitement de contentieux entre les cours ou les chambres.

## Accès
L’accès à cette base est limité à l'intranet du Ministère de la Justice et un accès payant est aménagé pour les éditeurs juridiques.
Le Service de documentation, des études et du rapport de la Cour de cassation offre un accès à JuriCa aux centres de recherche et universités pour étudier.
La Cour de cassation délivre un accès aux professionnels une version dématérialisée de la décision pour un tarif dégressif à partir de 3 € par décision. Le prix est déterminé par un arrêté de 2009. Les professionnels achètent une version non anonymisée de la base.